# Liste der Biografien/Schoi
Liste der Biografien |
Portal Biografien |
Personensuche
# |
A |
B |
C |
D |
E |
F |
G |
H |
I |
J |
K |
L |
M |
N |
O |
P |
Q |
R |
S |
T |
U |
V |
W |
X |
Y |
Z |
?
 
Sa |
Sb |
Sc |
Sd |
Se |
Sf |
Sg |
Sh |
Si |
Sj |
Sk |
Sl |
Sm |
Sn |
So |
Sp |
Sq |
Sr |
Ss |
St |
Su |
Sv |
Sw |
Sy |
Sz
 
Sca–Sce |
Sch |
Sci–Scz
 
Scha |
Schc |
Schd |
Sche |
Schg |
Schi |
Schj |
Schk |
Schl |
Schm |
Schn |
Scho |
Schp |
Schr |
Schs |
Scht |
Schu |
Schv |
Schw |
Schy
 
Schoa |
Schob |
Schoc |
Schod |
Schoe |
Schof |
Schog |
Schoh |
Schoi |
Schok |
Schol |
Schom |
Schon |
Schoo |
Schop |
Schor |
Schos |
Schot |
Schou |
Schov |
Schow |
Schoy
Die Liste der Biografien führt alle Personen auf, die in der deutschsprachigen Wikipedia einen Artikel haben. Dieses ist eine Teilliste mit 13 Einträgen von Personen, deren Namen mit den Buchstaben „Schoi“ beginnt.

## Schoi

### Schoib
- Schoiber, Ernst (1908–1990), österreichischer Politiker (ÖVP), Landtagsabgeordneter

### Schoie
- Schoierer, Hanse (* 1950), deutscher Musiker, Sänger, Gitarrist, Produzent und Liedermacher

### Schoif
- Schoifet, Michail Semjonowitsch (1947–2013), russischer Hypnotherapeut, Hypnologe und Autor

### Schoig
- Schoigu, Sergei Kuschugetowitsch (* 1955), russischer Politiker und GeneraloberstSergei Kuschugetowitsch Schoigu (* 1955)

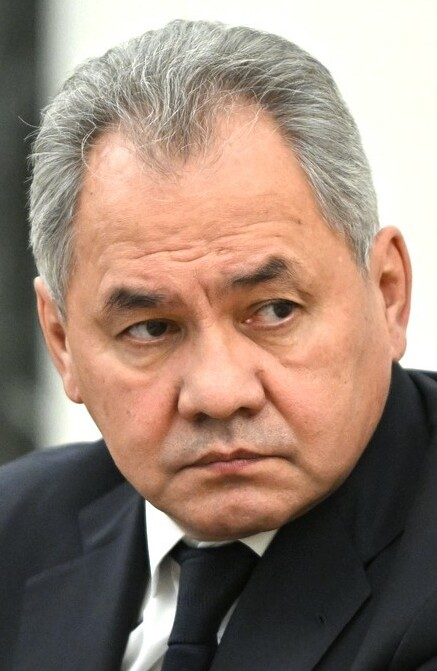
Sergei Kuschugetowitsch Schoigu (* 1955)

### Schois
- Schoissengeier, Peter (* 1979), österreichischer Triathlet
- Schoissengeyr, Christian (* 1994), dominikanischer Fußballverteidiger
- Schoißwohl, Gertrude (1920–1997), österreichische Schachmeisterin
- Schoiswohl, Josef (1901–1991), österreichischer katholischer Bischof der Diözese Graz-Seckau
- Schoiswohl, Lore (* 1940), österreichische Politikerin (SPÖ), Steirische Landtagsabgeordnete
- Schoiswohl, Marianne (1956–2009), österreichische Schriftstellerin
- Schoiswohl, Martin (1961–2020), österreichischer Kommunikationswissenschaftler, Unternehmensberater und Autor
- Schoiswohl, Michael (1858–1924), österreichischer Politiker (CS), Landtagsabgeordneter, Abgeordneter zum Nationalrat

### Schoit
- Schoitsch, Sonja (* 1997), österreichische Skispringerin und Nordische Kombiniererin